# تحجيم الجهد التكيفي
تحجيم الجهد التكيفي (AVS) هي تقنية لتقليل الطاقة الديناميكية مغلقة الحلقة التي تقوم بضبط الجهد المقدم إلى الرقاقة الإلكترونية لتتناسب مع احتياجاتها من الطاقة أثناء التشغيل. هناك العديد من رقائق الكمبيوتر، وخاصة تلك الموجودة في الأجهزة المحمولة أو إنترنت الأشياء، مقيدة بالطاقة المتوفرة (تقتصر على الطاقة المخزنة داخل البطارية) وتواجه أعباء عمل مختلفة.
في حالات أخرى، قد تكون الرقاقة مقيدة بكمية الحرارة المسموح لها بتوليدها. ومن الممكن أن تختلف كفاءة الرقائق الفردية بسبب العديد من العوامل، ويتضمن ذلك الاختلافات الطفيفة في ظروف التصنيع.
يسمح AVS بالجهد المقدم للرقاقة، وبالتالي تستهلك طاقتها، بشكل مستمر ليكون مناسبًا لعبء العمل ومعاملات الرقاقة المحددة. يتم ذلك عن طريق دمج جهاز يراقب أداء الرقاقة (مدير أداء الأجهزة) داخل الرقاقة، والذي يوفر المعلومات إلى وحدة تحكم الطاقة.
يتشابه هدف تحجيم الجهد التكيفي (AVS) مع تحجيم الجهد الديناميكي (DVS) والتحجيم الديناميكي للجهد والتردد (DVFS). تهدف جميعها إلى الحد من استخدام الطاقة وتوليد الحرارة. ومع ذلك، فإن AVS تقوم بتكييف الجهد مباشرة مع الظروف على الرقاقة،  مما يسمح لها بمعالجة متطلبات الطاقة في الوقت الفعلي، إضافة إلى الاختلافات والتغيرات في الأداء بين الرقائق والتي تحدث مع تقدم عمر الرقاقة.

## خلفية عن الموضوع
لقد أتاح التقدم التكنولوجي تنفيذ أنظمة حوسبة قوية ومتعددة الاستخدامات على رقائق أصغر. نظرًا لأن ذلك يسمح بإجراء عدد أكبر من الوظائف في نفس المساحة، تصبح كل من كثافة التيار وتبديد الطاقة المصاحبة أكثر تركيزًا مقارنة بالرقائق الأكبر في الحجم. أصبح كل من إستهلاك الطاقة والأداء الحراري للدوائر المتكاملة عاملاً مقيدًا للأنظمة ذات الأداء العالي. الأجهزة المحمولة محدودة أيضًا بإجمالي كمية الطاقة المتاحة.
تقليل استهلاك الطاقة في دوائر سيموس الرقمية يتطلب جهدًا كبيرًا في التصميم على جميع المستويات. وإحدى الطرق لتحقيق ذلك هي تخفيض جهد الإمداد، ولكن التقليل من جهد الإمداد الثابت يمكن أن يسبب إنخفاض الأداء. تستخدم أنظمة قياس الجهد الديناميكي لضبط جهد الإمداد للعمليات المحددة التي تقوم بها الرقاقة.
ومع ذلك، فإن أنظمة DVS التقليدية لا تقوم بمراقبة أداء الرقاقة بشكل مباشر، وبالتالي يجب أن تستطيع إستيعاب التشغيل في ظل أسوأ سيناريوهات الأداء.
تهدف AVS إلى تزويد كل مجال فردي للنظام على الرقاقة بجهد كافٍ فقط لتستطيع أداء مهمتها في ظل الظروف التي تمر بها الرقاقة فعليًا، بالتالي يقل استهلاك الطاقة لكل مجال معالج.

## مزايا تحجيم الجهد التكيفي (ِAVS)
تحجيم الجهد التكيفي هو حلقة مغلقة من تحجيم الجهد الديناميكي وهي طريقة تأخذ في الاعتبار عدة عوامل، مثل تنوع العمليات علي الرقاقة من جهاز لآخر، وتقلبات درجة الحرارة خلال العمليات علي الرقاقة، وتنوع الأحمال. كما أنها تؤسس علاقة بين الجهد الكهربي والتردد تحت هذه الظروف. ركن العمليات لكل رقاقة مختلفة يتم تحديده إما خلال الإنتاج أو خلال التشغيل، ويتم تحديد العلاقة المُثلي بين الجهد الكهربي والتردد واستخدامها لاحقًا لتحسين الجهد.
المميزات الموجودة في هذه الطريقة هي:- 
- توصيل الجهد المطلوب لكل ركن من النظام على الرغم من الاختلافات في درجة الحرارة وزاوية العملية والتردد.
- -استقلالية نظام البناء والمعالج عن تقليل الطاقة.
- وفورات نموذجية تصل إلى حوالي 55٪ مقارنةً بمناهج قياس الجهد الديناميكي ذات الحلقة المفتوحة [بحاجة لمصدر] .

تحجيم الجهد المتكيف يستخدم لمعالجة متطلبات توفير الطاقة الخاصة بالتطبيقات المحددة للدوائر المتكاملة، والمعالجات الصغيرة، ودوائر النظام علي الرقاقة.
كما أنها مناسبة أيضًا للأنظمة ذات الحجم الكبير مثل مراكز المعلومات، ومحطات القواعد اللاهوائية، وتطبيقات الطاقة المقيدة مثل الأجهزة المحمولة وأجهزة اليو إس بي الطرفية، والإلكترونيات الاستهلاكية (المستخدمة في الحياة اليومية) أيضًا.

## مقارنة بين تحجيم الجهد الديناميكي وتحجيم الجهد التكيفي
الفرق الاساسي بين تحجيم الجهد الديناميكي وتحجيم الجهد التكيفي هو أن الأول يمتلك تصميم بنائي ذو حلقة مفتوحة بينما الآخر ذو حلقة مغلقة. أي أن في تحجيم الجهد التكيفي يوجد رد فعل مباشر بين أداء الشريحة والجهد الكهربي المعطي لها.

### تحجيم الجهد الديناميكي (DVS)
يحتوي نظام DVS العام علي منظم  للاداء وحلقة مغلقة الطور ومنظم جهد. منظم الاداء يستخدم واجهة برمجية للتنبؤ بما ستحتاجه المهمة القادمة من اداء. بمجرد ان تحدد الطاقة المطلوبة، يتم تعيين الجهد الكهربي والتردد بواسطة منظم الاداء. تقوم الحلقة مقفلة الطور بتحجيم التردد للوصول الي التردد المطلوب والذي تم تحديده عن طريق منظم الاداء.
و بالمثل، يقوم منظم الجهد بتحجيم الجهد الكهربي المغذي للرقاقة بهدف الوصول الي الجهد المطلوب لاتمام المهمة. أنظمة (DVS) تستخدم نظام خرائط واحد إلي واحد بين التردد والجهد لاتمام تحجيم الجهد الكهربي.
يتم تحديد ازواج (التردد - الجهد) عن طريق وصف أداء الشريحة في أسوء الظروف ويتم تخزين ذلك في جدول بحث، إذا كانت الظروف أكثر ملائمة يمكن أن يكون هناك فيض كبير في الطاقة المستمدة.

### تحجيم الجهد التكيفي (AVS)
في الانظمة ذات الحلقة المغلقة كما في (AVS)، يتم قياس الظروف الفعلية علي الشريحة واستخدامها في تحديد الجهد والتردد المطلوبين. ولقد تم تطوير العديد من تطبيقات AVS المختلفة.
إحدي الطرق لتحديد علاقة تردد-الجهد للرقاقة تتمثل في استخدام محاكي المسار الحرج. يتم ضبط المحاكي أثناء عملية التصنيع لعمل نموذج لسلوك الرقاقة عن قرب وللتكيف مع التغيرات البيئية والعملية. يسمح سلوك المحاكي بضبط جهد التغذية تلقائياً وذلك لتوفير الحد الأدني من الجهد للمهمة المستهدفة.
يمكن استخدام مذبذب حلقي يعمل بنفس جهد باقي الرقاقة كمحاكي مسار حرج.
تردد مذبذب الحلقة الذي تم قياسه يشير إلي علاقة تردد الجهد بالرقاقة في الظروف التي تعمل فيها
هناك نوع آخر من أنواع المحاكي وهو عبارة عن «سلسلة تأخير»  للعواكس، بوابات NAND ، قطاعات الأسلاك، إلخ
يتم تحديد الإعداد المناسب والدقيق لسلسة الإختيار أثناء التصنيع وذلك بعد عملية الاختبار، بعد ذلك يتم استخدام سلسلة التأخير لقياس الوقت المستغرق في عملية عبور السلسلة وعمل محاكاة لأداء الرقاقة.
يعاني كل من مذبذب الحلقة وطرق المسار الحرج من المشكلة التي قد لا توفر عمل محاكاة مثالية لتشغيل الرقاقة، ولذلك يجب تضمين حدّ للأمان.

#### القياس المباشر لسلوك الدائرة
هو حل بديل لمحاكاة سلوك المسار الحرج. أحد التطبيقات لتلك الطريقة يسمى "razor" ويعتمد على مبدأ أن مجموعة فرعية واحدة فقط من أنماط الإدخال ستُفعّل أطول مسار وقت على الرقاقة. إذا كان الجهد الكهري. ضعيفا، سيصنع نمط الإدخال خطأ في التوقيت. ومع ذلك، الرقاقات بها نظام تصحيح أخطاء مصنوع فيها، لذلك يمكنها تحمل القليل من الأخطاء. يتم قياس عدد الأخطاء وإستخدامه كتقييم لنظام الطاقة، إذا كان عدد الاخطاء قليلا، يمكن تخفيض الجهد الكهربى لتوفير الطاقة؛ إذا كان عدد الاخطاء أكبر من الطبيعى، يجب زيادة التيار الكهربى.

#### التعويض عن تدهور الأداء المرتبط بالعمر
مع مرور الوقت، تُطَور الرقائق عدم إستقرار درجة حرارة التحيز السلبي، مما يتسبب في زيادة الجهد الكهربى المطلوب للعمل بشكل صحيح. يمكن استخدام تحجيم الجهد التكيفى لتخفيف هذه المشكلة عن طريق زيادة التيار الكهربى لمطابقة الإحتياجات الجديدة للنظام. يمكن حدوث هذا فقط إذا استطعنا قياس التدهور بدقة عن طريق جهاز قياس تدهور الآداء في نظام تحجيم الجهد التكيفى.